# Karl August Gustav Dumreicher
Karl August Gustav Dumreicher (* 27. März 1842 in Pinneberg; † 14. Juni 1920) war ein deutscher Jurist und Richter, der bis zum Reichsgerichtsrat aufstieg.

## Leben
Nach dem ersten juristischen Staatsexamen nahm Dumreiter 1865 mit seiner Vereidigung auf den preußischen Landesherrn den Vorbereitungsdienst auf. 1870 wurde er Amtsrichter und 1885 Landrichter. 1886 wurde er zum Landgerichtsdirektor ernannt. 1899 kam er an das Reichsgericht. Er war im  II. und IV. Strafsenat tätig. 1907 wurde er in den Ruhestand versetzt.